# Ctenomys sylvanus utibilis
Ctenomys sylvanus utibilis es una subespecie de la especie C. sylvanus, un roedor perteneciente al género Ctenomys de la familia Ctenomyidae, los que son denominados comúnmente tuco-tucos. Se distribuye en el noroeste del Cono Sur de Sudamérica.

## Taxonomía
Descripción e historia taxonómica
Es un roedor con una posición taxonómica discutida.
Este taxón fue descrito originalmente en el año 1920 como una subespecie de Ctenomys sylvanus (es decir, Ctenomys sylvanus utibilis) por el mastozoólogo británico Michael Rogers Oldfield Thomas.
Al año siguiente, el mismo autor lo transfiere a Ctenomys budini (es decir, Ctenomys budini utibilis), luego de estudiar ejemplares capturados por Budin en Caimancito, cerca de Yuto. Según él, la característica diagnóstica respecto a Ctenomys budini sylvanus es que C. b. utibilis exhibe parches blancos en las regiones inguinal y axilar.
En el año 1957, Cabrera sinonimiza al taxón y lo combina: C. frater sylvanus, criterio seguido por otros autores posteriores, por ejemplo Olrog en el año 1979. En 1983, Heinonen y Bosso prefirieron no compartir ese criterio, manteniendo la singularidad trinominal de Ctenomys sylvanus utibilis, indicando que antes se precisan estudios más detallados para validar la sinonimia. 
En 1993, Woods trata a Ctenomys sylvanus como un sinónimo C. budini frater pero Galliari y otros en 1996 vuelven a tratar a C. sylvanus como especie plena.
En el año 2005, Woods y Kilpatrick continuaron tratando a C. sylvanus como una buena especie y como subespecie de esta a C. sylvanus utibilis.
Localidad tipo y distribución geográfica
La localidad tipo es: “Yuto, río San Francisco, a una altitud de 500 msnm, departamento Ledesma, provincia de Jujuy, Argentina”. Según Emilio Budin: “Fue encontrado entre los bosques, en suelo arenoso”.
Es un roedor endémico del noroeste de la Argentina.
Holotipo
El holotipo es el catalogado como: B.M.N°.20.1.7.114, con número original: 715. Es una hembra adulta, pero no vieja, que fue colectada el 24 de julio de 1919 por E. Budin.
El ejemplar tipo midió 190 mm de longitud del cuerpo más cabeza; la cola fue de 65 mm.